# Lijst van nummer 1-hits in de Kink 40 in 2010
Deze hits stonden in 2010 op nummer 1 in de Kink 40:
| Datum        | Artiest                | Titel                                 |
| ------------ | ---------------------- | ------------------------------------- |
| 8 januari    | Muse                   | Undisclosed Desires                   |
| 15 januari   | Editors                | You Don't Know Love                   |
| 22 januari   | Editors                | You Don't Know Love                   |
| 29 januari   | Editors                | You Don't Know Love                   |
| 5 februari   | Eels                   | A Line in the Dirt                    |
| 12 februari  | Eels                   | A Line in the Dirt                    |
| 19 februari  | Delphic                | Doubt                                 |
| 26 februari  | Delphic                | Doubt                                 |
| 5 maart      | Muse                   | Resistance                            |
| 12 maart     | Muse                   | Resistance                            |
| 19 maart     | Muse                   | Resistance                            |
| 26 maart     | Broken Bells           | The High Road                         |
| 2 april      | Broken Bells           | The High Road                         |
| 9 april      | Mumford and Sons       | The Cave                              |
| 16 april     | Mumford and Sons       | The Cave                              |
| 23 april     | Mumford and Sons       | The Cave                              |
| 30 april     | Two Door Cinema Club   | Undercover Martyn                     |
| 7 mei        | Two Door Cinema Club   | Undercover Martyn                     |
| 14 mei       | Two Door Cinema Club   | Undercover Martyn                     |
| 21 mei       | Wolfmother             | Far Away                              |
| 28 mei       | Wolfmother             | Far Away                              |
| 4 juni       | Wolfmother             | Far Away                              |
| 11 juni      | The National           | Bloodbuzz Ohio                        |
| 18 juni      | Hurts                  | Better Than Love                      |
| 24 juni      | Hurts                  | Better Than Love                      |
| 2 juli       | Hurts                  | Better Than Love                      |
| 9 juli       | Two Door Cinema Club   | Something Good Can Work               |
| 16 juli      | Pendulum               | Watercolour                           |
| 23 juli      | Pendulum               | Watercolour                           |
| 30 juli      | Pendulum               | Watercolour                           |
| 6 augustus   | Jamaica                | I Think I Like U 2                    |
| 13 augustus  | Skunk Anansie          | My Ugly Boy                           |
| 20 augustus  | The Coral              | 1000 Years                            |
| 27 augustus  | Brandon Flowers        | Crossfire                             |
| 3 september  | Brandon Flowers        | Crossfire                             |
| 10 september | Weezer                 | Memories                              |
| 17 september | Weezer                 | Memories                              |
| 24 september | Band of Horses         | Factory                               |
| 1 oktober    | Band of Horses         | Factory                               |
| 8 oktober    | Band of Horses         | Factory                               |
| 15 oktober   | Kings of Leon          | Radioactive                           |
| 22 oktober   | The Wombats            | Tokyo (Vampires & Wolves)             |
| 29 oktober   | My Chemical Romance    | Na Na Na (Na Na Na Na Na Na Na Na Na) |
| 5 november   | My Chemical Romance    | Na Na Na (Na Na Na Na Na Na Na Na Na  |
| 12 november  | Manic Street Preachers | (It's Not War) Just The End Of Love   |
| 19 november  | Manic Street Preachers | (It's Not War) Just The End Of Love   |
| 26 november  | A Silent Express       | I Never Saw This Coming               |
| 3 december   | White Lies             | Bigger Than Us                        |
| 10 december  | White Lies             | Bigger Than Us                        |
| 28 december  | White Lies             | Bigger Than Us                        |

- Nederland (Top 40)
- Nederland (Single Top 100)
- Nederland (3FM Mega Top 50)
- Nederland (iTunes Top 30)
- Nederland (Kink 40)
- Vlaanderen (Radio 2 Top 30)
- Vlaanderen (Ultratop 50)
- Vlaanderen (Top 30 van Ultratop)
- Vlaanderen (De Afrekening)
- Wallonië
- Australië
- Canada
- Denemarken
- Duitsland
- Finland
- Frankrijk
- Ierland
- Italië
- Luxemburg
- Nieuw-Zeeland
- Noorwegen
- Oostenrijk
- Polen
- Portugal
- Spanje
- Verenigd Koninkrijk
- Verenigde Staten (Hot 100)
- Zweden
- Zwitserland